# Тарту (волость)
Та́рту (ест. Tartu vald) — волость в Естонії, одиниця самоврядування в повіті Тартумаа, утворена під час адміністративної реформи 2017 року шляхом об'єднання волостей Лаева, Пійріссааре й Тарту, що належали повіту Тартумаа, і волості Табівере зі складу повіту Йиґевамаа.

## Географічні дані
Площа волості — 742 км2.
На територіях, що склали новоутворене самоврядування, станом на 1 січня 2017 року сумарна чисельність населення становила 10 233 особи: мешкали у волостях Лаева  — 745 жителів, Пійріссааре  — 99, Табівере — 2 195, Тарту — 7 194 особи.

## Населені пункти
Адміністративний центр — селище Кирвекюла.
На території волості розташовані:
6 селищ (alevik): Вагі (Vahi), Вазула (Vasula), Ексі (Äksi), Кирвекюла (Kõrveküla), Лягте (Lähte), Табівере (Tabivere);
71 село (küla):
Аовере (Aovere), Арупяе (Arupää), Вагі (Vahi), Валґма (Valgma), Валмаотса (Valmaotsa), Веду (Vedu), Веснері (Vesneri), Вийбла (Võibla), Війдіке (Viidike), Вілуссааре (Vilussaare), Волді (Voldi), Вяеґвере (Väägvere), Вяеніквере (Väänikvere), Гаава (Haava), Еліствере (Elistvere), Ерала (Erala), Иванурме (Õvanurme), Иві (Õvi), Іґавере (Igavere), Йиуза (Jõusa), Кайавере (Kaiavere), Кайтсемийза (Kaitsemõisa), Кассема (Kassema), Кастлі (Kastli), Кидукюла (Kõduküla), Киннуйие (Kõnnujõe), Кирендузе (Kõrenduse), Кіківере (Kikivere), Кобрату (Kobratu), Кооґі (Koogi), Кукулінна (Kukulinna), Кюкітая (Kükitaja), Кямара (Kämara), Кяревере (Kärevere), Кяркна (Kärkna), Кярксі (Kärksi), Лаева (Laeva), Ламміку (Lammiku), Лілу (Lilu), Ломбі (Lombi), Маар'я-Маґдалеена (Maarja-Magdaleena), Марамаа (Maramaa), Метсанука (Metsanuka), Мєллатсі (Möllatsi), Ниела (Nõela), Ніґула (Nigula), Отслава (Otslava), Патасте (Pataste), Пійрі (Piiri), Пугталейва (Puhtaleiva), Пупаствере (Pupastvere), Райґаствере (Raigastvere), Рейну (Reinu), Саадьярве (Saadjärve), Сааре (Saare), Салу (Salu), Сепа (Sepa), Сінікюла (Siniküla), Соекюла (Soeküla), Сойтсьярве (Soitsjärve), Соотаґа (Sootaga), Сортсі (Sortsi), Соямаа (Sojamaa), Таабрі (Taabri), Таммісту (Tammistu), Тіла (Tila), Тооламаа (Toolamaa), Тооні (Tooni), Тормі (Tormi), Угмарду (Uhmardu), Юула (Juula).

## Історія
22 червня 2017 року Уряд Естонії постановою № 104 затвердив утворення нової адміністративної одиниці волості Тарту шляхом об'єднання територій волостей зі складу повіту Тартумаа: Лаева, Пійріссааре і Тарту, та волості Табівере, що належала повіту Йиґевамаа. Зміни в адміністративно-територіальному устрої, відповідно до постанови, мали набрати чинності з дня оголошення результатів виборів до волосної ради нового самоврядування.
15 жовтня 2017 року в Естонії відбулися вибори в органи місцевої влади. Утворення волості Тарту набуло чинності 25 жовтня 2017 року. Волості Лаева, Пійріссааре й Табівере вилучені з «Переліку адміністративних одиниць на території Естонії».